# 아파라지타바르만
아파라지타바르만(타밀어: அபராசித வர்ம)은 인도 남부 팔라바 왕조의 마지막 왕이다. 862년에 그는 스리 푸람비야 전투에서 판디아의 왕 바라구나바르만을 패배시켰다. 그러나 9세기가 끝나기 전에 아파라지타는 촐라 황제 아디티야 1세에게 패배했고 팔라바는 촐라의 지배를 받았다. 팔라바 왕조는 인도 역사에 큰 기여를 했다. 그들은 드라비다 양식의 기초를 놓았다.
다른 팔라바 왕들처럼, 아파라지타도 타밀나두의 티루타니에 유명한 시바 사원을 지었다. 이 사원은 카르파그라함 (성역)의 아치형으로 유명하다. 이 사원은 난디 강둑에 있다.